# Kościół Świętej Trójcy w Krzywiczynach
Kościół Świętej Trójcy – rzymskokatolicki kościół parafialny, mieszczący się w Krzywiczynach, należący do Parafii Świętej Trójcy w Krzywiczynach w dekanacie Wołczyn, diecezji kaliskiej. Kościół 9 grudnia 1953 roku, pod numerem 64/53, został wpisany do rejestru zabytków Narodowego Instytutu Dziedzictwa.

## Historia kościoła
Kościół w Krzywiczynach wzmiankowany był jako kaplica już w 1483 roku. Około roku 1530 został przejęty przez protestantów. Obecna świątynia została wybudowana w 1623 roku przez cieślę Krzysztofa Bittnera. Od 1945 roku jest w rękach katolików. 

## Architektura i wyposażenie
Jest to budowla drewniana o konstrukcji zrębowej, orientowana na podmurowaniu ceglanym. Prezbiterium zamknięte jest trójbocznie z boczną zakrystią.
Świątynia posiada słupową wieżę, gdzie znajduje się wejście na chór muzyczny
Empora podparta jest słupami. Bryła wieży w górnej części zmienia kształt z kwadratu w ośmiobok. W dolnej części wieża otoczona jest wysoko sięgającym fartuchem gontowym ze ściętymi narożnikami. Całość zwieńcza chorągiewka z herbem i datą 1623. Kościół posiada dwa dzwony. Jeden został odlany w 1696 roku przez Zygmunta Gota (dar Kaspra Henryka von Frankenberga), drugi natomiast został wykonany w 1849 roku. Dach jest jednokalenicowy, pokryty gontem. Podcień od strony północnej wsparty jest na słupach. Rokokowe organy wybudował Wilhelm Gottfried Scheffler senior w 1787 roku. Pedał dobudowany w 1869 r. przez Meistera z Kluczborka.
Na uwagę zasługują ponadto:
- klasycystyczny ołtarz główny pochodzący z około 1800 roku,
- klasycystyczna ambona również pochodząca z około 1800 roku,
- cynowa chrzcielnica z końca XVII wieku[8].